# Spirembolus abnormis
Spirembolus abnormis är en spindelart som beskrevs av Alfred Frank Millidge 1980. Spirembolus abnormis ingår i släktet Spirembolus och familjen täckvävarspindlar. Inga underarter finns listade i Catalogue of Life.